# アンナ・サァリーン
アンナ・セシリア・サーリーン（Anna Cecilia Sahlin、1976年5月11日- ）はスウェーデンの歌手。プロとしてはアンナ・サァリーン（アンナ・サリーン、Anna Sahlene）の名で知られ、以前はサーリーン（Sahlene）という芸名を使用していた。ユーロビジョン・ソング・コンテスト2002にサーリーン（Sahlene）名義でエストニア代表として出場した。

## 来歴
1976年5月11日にスウェーデン、セーデルハムンで生まれた。9歳の時に映画『やかまし村の子どもたち』に主要な役の一人として出演した。また、スウェーデンのOne Voiceという聖歌隊での活動歴もある。1997年にはリズム・アヴェニューというグループに加わり、その後、個人名義でもCDデビューを果たした。ユーロビジョン・ソング・コンテスト2002にエストニア代表として出場したほか、同コンテストのスウェーデン代表選考会であるメロディーフェスティバーレンにも2回（2003年および2009年）出場した。ユーロビジョン・ソング・コンテストには、バックコーラスとしても3回の出場歴があり（1999年スウェーデン代表、2000年マルタ代表、2016年オーストラリア代表）、また、2008年にはエストニアの得点を発表した。

### ユーロビジョン・ソング・コンテスト2002
2002年、エストニアのユーロビジョン・ソング・コンテスト代表を選考するエウロラウルで「Runaway」を歌い、エストニア代表に選出された。当初、2000年のエストニア代表であったイネスが同曲を歌う予定であったが、エウロラウルの直前に辞退したため、急遽、出場することとなった。エストニア・タリンで開催されたユーロビジョン・ソング・コンテスト2002では111点で3位となった。

### メロディーフェスティバーレン2003
2003年、スウェーデンのユーロビジョン・ソング・コンテスト代表を選考するメロディーフェスティバーレンに出場した。準決勝4で「We’re Unbreakable」を披露したが5位に終わり、決勝に進めなかった。

### Selecţia Naţională 2008出場辞退
アメリカ出身でスウェーデン在住の歌手LaGayliaとともに、楽曲「Dr Frankenstein」で2008年のルーマニアのユーロビジョン・ソング・コンテストの国内予選に出場する予定であったが、都合により辞退した。

### メロディーフェスティバーレン2009
メロディーフェスティバーレン2009に出場し、前年にノルウェー代表としてユーロビジョン・ソング・コンテストに出場したマリア・ハウコース・ストレングとともに「Killing Me Tenderly」を歌ったが、準決勝4で7位に終わり決勝に進めなかった。

### 日本での活動
日本では「It's been a while」と「Photograph」の2枚のアルバムがリリースされており、2005年には来日した。また、リズム・アヴェニュー名義でもアルバム「12 Steps down the avenue」がリリースされ、来日公演を行っている。

## ディスコグラフィー

### リズム・アヴェニュー
- 12 Steps down the avenue　（1997年）

### アンナ・サァリーン
- It's been a while　（2003年・日本盤は2004年）
- Photograph　（2005年）
- Roses　（2012年）